# وان‌اوهتریکس پوینت نور
دَنیل لوپاتین (به انگلیسی: Daniel Lopatin) با نام هنری وان‌اُهتریکس پوینت نِوِر (انگلیسی: Oneohtrix Point Never؛ زادهٔ ۲۵ ژوئیهٔ ۱۹۸۲) موسیقی‌پرداز، آهنگساز و تهیه‌کننده موسیقی اهل ایالات متحده آمریکا است که از سال ۲۰۰۴ میلادی تاکنون مشغول فعالیت بوده‌است. او بیشتر در شاخه‌های موسیقی تجربی و موسیقی الکترونیک فعال است. 
موسیقی فیلم‌های اوقات خوش و جواهرات تراش‌نخورده اثر اوست که این دومی جایزه موسیقی متن جشنواره فیلم کن ۲۰۱۷ را برایش به ارمغان آورد.